# Bromus sclerophyllus
Bromus sclerophyllus — вид квіткових рослин із родини злакових.

## Біоморфологічна характеристика
Багаторічник. Формує горбки. Кореневища відсутні чи короткі. Стеблини стрункі й прямовисні, 15–40 см. Листові піхви волосисті. Листові пластини жорсткі, сірувато-зелені, складені, до 7(9) см завдовжки, з обох боків дуже густо запушені короткими, а також рідкими довгими волоскам. Суцвіття — відкрита або стиснута, яйцеподібна 3–9 см завдовжки волоть. Первинні гілки волоті пониклі, несучи по 1–2 родючих колосочка на кожній нижній гілці. Колосочки поодинокі, ланцетні, стиснуті збоку, 14–25 мм завдовжки й 3–5 мм ушир, містять 5–6 родючих квіточок. Колоскові луски: нижня ланцетна, 5–7 мм завдовжки, 0.75 довжини верхньої, без кілів, 1-жилкова, верхівка гостра чи загострена; верхня ланцетна, 7–8 мм завдовжки, 0.75 довжини суміжної фертильної леми, без кілів, 3-жилкова, верхівка гостра чи загострена. Родюча лема ланцетна, 8–10 мм завдовжки, без кіля, 5–7-жилкова, поверхня запушена, вершина зубчаста, 1-остюкова. Зернівка волосиста на верхівці.

## Середовищне проживання
Зростає на півдні Європи (Албанія, Болгарія, Греція, Україна, Північний Кавказ, колишня Югославія) й заході Азії (Туреччина, Південний Кавказ, Іран).
В Україні вид росте на сухих кам'янистих місцях, різноманітних оголеннях і осипах — у гірському Криму (включаючи передгір'я) і на Керченському півострові звичайно; у степовому та південному Криму зрідка. Поза Кримом трапляється в заповіднику «Хомутівський степ», ок. Херсона, Миколаївської обл. по р. Інгул.